# مارينا دي كاميروتا
مارينا دي كاميروتا (بالإيطالية: Marina di Camerota)‏ هي مدينة إيطالية، وتعد أكبر أبرشية مدنية (فراتسيوني) في كاميروتا، وتقع في مقاطعة سلرنو، بمنطقة كمبانية. في عام 2007 وصل عدد سكانها إلى 2674.